# Leen Vente
Leendert Roelof Jan Vente, noto come Leen Vente (Rotterdam, 14 maggio 1911 – Rotterdam, 8 novembre 1989), è stato un calciatore olandese, di ruolo centrocampista.

## Palmarès

### Club

#### Competizioni nazionali
- Campionato olandese: 2

Feyenoord: 1937-1938, 1939-1940
- Coppa dei Paesi Bassi: 1

Feyenoord: 1934-1935